# Statite
Statite (từ kết hợp lại 2 từ static và satellite) là một loại vệ tinh nhân tạo giả định, sử dụng buồm mặt trời để liên tục sửa đổi quỹ đạo của nó, dựa vào nhiều lực khác nhau, vì nếu mà chỉ dựa vào một lực không thôi, tức là lực hấp dẫn, thì không thể nào đạt được quỹ đạo đó. Thông thường, một statite sẽ sử dụng cánh buồm mặt trời để "bay lơ lửng" ở một quỹ đạo địa tĩnh ổn định. Vị trí quỹ đạo này thật ra không có sẵn, nếu không sử dụng cánh buồm như vậy.  
Khái niệm về statite được phát minh độc lập và cùng lúc bởi Robert L. Forward  (người đặt ra thuật ngữ "statite") và Colin McInnes, người đã sử dụng thuật ngữ "halo orbit"  (đừng nhầm lẫn với loại halo obrit do Robert Farquhar phát hiện). Sau đó, các thuật ngữ "quỹ đạo phi Keplerian" (non-Keplerian orbit) và "điểm Lagrange nhân tạo" (artificial Lagrange point) đã được sử dụng như một cách tổng quát các thuật ngữ trên.
Cho đến nay, chưa có statite nào được triển khai, vì công nghệ buồm năng lượng mặt trời vẫn còn sơ khai.